# Juiči Komano
Juiči Komano (japonsko 駒野 友一), japonski nogometaš, * 25. julij 1981, Vakajama, Japonska.
Za japonsko reprezentanco je odigral 78 uradnih tekem in dosegel 1 gol.